# Лайкмаа, Антс
Антс Ла́йкмаа (эст. Ants Laikmaa, до 1935 года подписывался как Ханс Лайпман эст. Hans Laipman; 5 мая 1866, Вигала (ныне волость Мярьямаа), Эстония — 19 ноября 1942, Таебла, (Хаапсалуский район) Эстония) — эстонский художник, общественный деятель. Один из основоположников национальной художественной школы Эстонии.

## Биография
Родился 5 мая 1866 года на ферме Пайба (Paiba) посёлка Арасте (Araste) в волости Вигала Ляэнемааского уезда в крестьянской семье. Желание рисовать подвигло юношу к переезду в Санкт-Петербург, где он устроился на работу в музей Академии Художеств.
В 1891 году без средств к существованию пешком из Риги добрался до Дюссельдорфа, где шесть лет (с перерывом 1891—1893, 1896—1897) при помощи благотворителей обучался в Дюссельдорфской академии художеств. Ученик Эдуарда фон Гебгардта.
После возвращения в Эстонию, открыл в Ревеле курсы рисования, ставшие в дальнейшем студией, работавшей в 1903—1907 и в 1913—1932 годах, в которой прошли художественную подготовку многие эстонские мастера (А. Ууритс, О. Каллис, Э. Бринкманн, И. Выэрахансу, П. Аавик, Э. Роос и другие).
В 1907 году им было организовано первое эстонское художественное общество.

## Творчество
Своё творчество начал как портретист («Старый Айтсам», 1904). Им созданы портреты представителей эстонской культуры: поэтессы Марие Ундер (1904), композитора Мийны Хярма (1904), актёра Пауля Пинна (1906). В 1903 году им создано лирическое произведение «Девушка из Ляэнемаа». В этом же году написал портрет Ф. Р. Крейцвальда. В 1913 году появился один из лучших портретов художника — «Сальме», где изображена племянница Лайкмаа.
В Финляндии, куда после революции 1905 года художник был вынужден эмигрировать, у него возникает увлечение пейзажем («Валлинкоски», 1909).
Ряд пейзажей и портретов мастер создал во время своего пребывания на Капри (1909—1910) («Панорама Анакапри», «Портрет итальянского мальчика», «Mia Padrona» (1910) и др.) и в Тунисе (1910—1913).
6 июня 1930 года награжден орденом Орлиного креста III степени.
С 1932 года и до конца жизни художник прожил в Эстонии, в деревне Таэбла близ Хаапсалу («Зимний пейзаж» (1938). Скончался 19 ноября 1942 года на 77-м году жизни.
Вошёл в составленный в 1999 году по результатам письменного и онлайн-голосования список 100 великих деятелей Эстонии XX века.

## Галерея
- Работы Антса Лайкмаа
- Taebla maastik
- Vana talu
- Capri maastik
- Vaade Caprilt
- Автопортрет
- Aitsam
- Selma